# Liste von Burgen, Schlössern und Herrenhäusern in Berlin und Brandenburg
Die Liste von Burgen, Schlössern und Herrenhäusern in Berlin und Brandenburg führt die entsprechenden Gebäude der beiden heutigen deutschen Bundesländer auf. Diese zum Teil auf eine 1000-jährige Geschichte zurückblickenden Bauten waren Schauplatz historischer Ereignisse, Wirkungsstätte bekannter Persönlichkeiten und sind häufig noch heute imposante Gebäude.
Nicht aufgelistet sind Zier- und Nachbauten, die nie als Wohngebäude oder zur Verteidigung genutzt wurden.

## Berlin
| Name                        | Ort / Lage           | Typ         | Bemerkungen | Bild |
| --------------------------- | -------------------- | ----------- | --- | ---- |
| Altes Palais                | Mitte Lage           | Palais      | |      |
| Schloss Bellevue            | Tiergarten Lage      | Schloss     | Das Schloss Bellevue ist der erste Amtssitz des deutschen Bundespräsidenten. Das Schloss wurde von 1785 bis 1786 errichtet. |      |
| Berliner Schloss            | Mitte Lage           | Schloss     | Das Berliner Schloss wurde von 2013 bis 2020 rekonstruiert, weil es 1950 im Auftrage von der SED gesprengt worden war. Es ist Sitz vom Humboldt Forum. Auf diesem Gelände, wo das Berliner Schloss stand und wieder steht, befand sich zwischenzeitlich der Palast der Republik, welcher in den 1970er Jahren erbaut wurde. |      |
| Schloss Biesdorf            | Biesdorf Lage        | Schloss     | |      |
| Schloss Britz               | Britz Lage           | Schloss     | Das Herrenhaus, auch „Schloss Britz“, wurde 1706 von dem Hofmarschall S. v. Erlach erbaut. 1924 kaufte die Stadt Berlin das Herrenhaus. Hier befindet sich ein Museum und ein Restaurant. Es ist ein zweigeschossiges Haus mit elf Achsen und einem Mansarddach.                                                            |      |
| Carstenn-Schlösschen        | Lichterfelde Lage    | Gutshaus    | |      |
| Schloss Charlottenburg      | Charlottenburg Lage  | Schloss     | |      |
| Ephraim-Palais              | Mitte Lage           | Palais      | |      |
| Schloss Friedrichsfelde     | Friedrichsfelde Lage | Schloss     | |      |
| Jagdschloss Glienicke       | Wannsee Lage         | Jagdschloss | |      |
| Schloss Glienicke           | Wannsee              | Schloss     | |      |
| Jagdschloss Grunewald       | Dahlem               | Jagdschloss | |      |
| Kommandantenhaus            | Mitte                |             | |      |
| Schloss Köpenick            | Köpenick Lage        | Schloss     | |      |
| Preußisches Herrenhaus      | Mitte                |             | |      |
| Kronprinzenpalais           | Mitte                |             | |      |
| Schloss Monbijou            | Mitte                |             | |      |
| Palais des Prinzen Heinrich | Mitte Lage           | Palais      | |      |
| Palais Donner               | Mitte Lage           | Palais      | |      |
| Palais Mendelssohn          | Grunewald            |             | |      |
| Niederländisches Palais     | Mitte                | Palais      | |      |
| Schloss auf der Pfaueninsel | Wannsee              |             | |      |
| Prinz-Albrecht-Palais       | Mitte                |             | |      |
| Prinzessinnenpalais         | Mitte                |             | |      |
| Jagdschloss Rudow           | Rudow Lage           | Jagdschloss | Das Jagdschloss Rudow wurde nach 1660 in der Prierosser Straße 48 erbaut. |      |
| Jagdhaus Schmöckwitz        | Köpenick             | Jagdhaus    | abgebrochen |      |
| Schloss Schönhausen         | Niederschönhausen    |             | |      |
| Zitadelle Spandau           | Haselhorst           |             | |      |
| Schloss Tegel               | Tegel                |             | |      |
| Wrangelschlösschen          | Steglitz Lage        | Gutshaus    | |      |

## Brandenburg an der Havel
| Name                 | Ort / Lage    | Typ      | Bemerkungen | Bild |
| -------------------- | ------------- | -------- | --- | ---- |
| Gutshaus Gollwitz    | Gollwitz Lage | Gutshaus | Das Gutshaus wurde in der zweiten Hälfte des 18. Jahrhunderts erbaut. Zu dem Gutshaus gehört weitere Nebengebäude und ein Park. Heute befindet sich hier eine Begegnungsstätte für jüdischen und nichtjüdischen Jugendlichen. |      |
| Gutshaus Mahlenzien  | Mahlenzien    | Gutshaus | |      |
| Motte von Mahlenzien | Mahlenzien    | Motte    | Burgstall, Umrisse und Graben noch sichtbar |      |
| Schloss Plaue        | Plaue Lage    | Schloss  | Barockschloss im Ortsteil Plaue |      |

## Cottbus
| Name            | Ort / Lage   | Typ     | Bemerkungen | Bild |
| --------------- | ------------ | ------- | --- | ---- |
| Schloss Branitz | Cottbus Lage | Schloss | Das Schloss Branitz befindet sich im Branitzer Park. Der Park und das Schloss wurde von Fürst Hermann von Pückler-Muskau gestaltet. |      |

## Potsdam
| Name                          | Ort / Lage                         | Typ         | Bemerkungen | Bild |
| ----------------------------- | ---------------------------------- | ----------- | --- | ---- |
| Schloss Sanssouci             | Potsdam, Park Sanssouci Lage       | Schloss     | |      |
| Schloss Charlottenhof         | Potsdam, Park Sanssouci Lage       | Schloss     | |      |
| Neue Kammern                  | Potsdam, Park Sanssouci Lage       | Schloss     | |      |
| Neues Palais                  | Potsdam, Park Sanssouci Lage       | Schloss     | |      |
| Orangerieschloss              | Potsdam, Park Sanssouci Lage       | Schloss     | |      |
| Schloss Babelsberg            | Potsdam, Park Babelsberg Lage      | Schloss     | |      |
| Kleines Schloss               | Potsdam, Park Babelsberg           | Schloss     | |      |
| Schloss Cecilienhof           | Potsdam, Neuer Garten Potsdam Lage | Schloss     | |      |
| Marmorpalais                  | Potsdam, Neuer Garten Potsdam Lage | Palais      | |      |
| Belvedere auf dem Pfingstberg | Potsdam, Neuer Garten Potsdam Lage | Schloss     | |      |
| Palais Lichtenau              | Potsdam Lage                       | Palais      | Das Palais befindet sich im Neuer Garten Potsdam. |      |
| Stadtschloss                  | Potsdam Lage                       | Schloss     | Das Schloss wurde 1945 zerstört. Wiederaufgebaut zwischen 2010 und 2013 |      |
| Krongut Bornstedt             | Potsdam Lage                       | Krongut     | Das ehemalige Gut wurde ab 1847/1848 nach Plänen von Johann Heinrich Haeberlin erbaut. Der Vorgängerbau war abgebrannt. Die Gartenanlagen des Gutes wurde von Peter Joseph Lenné gestaltet. |      |
| Jagdschloss Stern             | Potsdam Lage                       | Jagdschloss | |      |
| Schloss Sacrow                | Potsdam Lage                       | Schloss     | |      |
| Schloss Marquardt             | Potsdam Lage                       | Schloss     | |      |
| Schloss Kartzow               | Potsdam                            | Schloss     | |      |
| Schloss Lindstedt             | Potsdam Lage                       | Schloss     | |      |
| Palais Barberini              | Potsdam, Alter Markt               | Palais      | |      |
| Palazzo Pompei                | Potsdam, Alter Markt               | Palais      | |      |
| Palazzo Chiericati            | Potsdam, Alter Markt               | Palais      | |      |
| Gutshaus Satzkorn             | Potsdam, Ortsteil Satzkorn Lage    | Gutshaus    | |      |

## Landkreis Barnim
| Name                        | Ort / Lage             | Typ         | Bemerkungen | Bild |
| --------------------------- | ---------------------- | ----------- | --- | ---- |
| Burg Altenhof               | Altenhof               |             | zerstört |      |
| Burg Breden                 | Altenhof Lage          | Burg        | Die Burg Breden (auch Burg Breten) befand sich auf dem Gelände der alten Försterei. Hier wurde beim Neubau der Försterei im 18. Jahrhundert ein Gewölbekeller gefunden. |      |
| Schloss Börnicke            | Bernau bei Berlin Lage | Schloss     | Das Schloss wurde von 1909 bis 1911 erbaut. Der Architekt war Bruno Paul. Es ist ein Bau im Stil des Neoklassizismus.                                                   |      |
| Burg Biesenthal             | Biesenthal Lage        |             | zerstört |      |
| Burg Pehlitz                | Chorin Lage            |             | zerstört |      |
| Ebersburg                   | Eberswalde Lage        |             | zerstört |      |
| Burg Werbellin              | Finowfurt              |             | |      |
| Jagdhaus Hubertusstock      | Finowfurt Lage         | Jagdhaus    | |      |
| Jagdschloss Groß Schönebeck | Groß Schönebeck Lage   | Jagdschloss | |      |
| Burg Nimeck                 | Heckelberg-Brunow Lage | Burgreste   | |      |
| Burg Hohenfinow             | Hohenfinow             |             | zerstört |      |
| Burgruine Grimnitz          | Joachimsthal Lage      | Burgruine   | |      |
| Schloss Lanke               | Lanke Lage             | Schloss     | |      |
| Festung Oderberg            | Oderberg Lage          |             | Festungsreste |      |
| Schloss Grüntal             | Sydower Fließ          |             | |      |
| Schloss Dammsmühle          | Schönwalde Lage        |             | |      |
| Burg Trampe                 | Trampe                 | Ruine       | |      |
| Schloss Trampe              | Trampe                 |             | |      |
| Burg Krummensee             | Werneuchen             |             | zerstört |      |
| Schloss Werneuchen          | Werneuchen Lage        | Schloss     | |      |

## Landkreis Dahme-Spreewald
| Name                           | Ort / Lage               | Typ           | Bemerkungen | Bild |
| ------------------------------ | ------------------------ | ------------- | --- | ---- |
| Schloss Casel                  | Kasel Lage               | Schloss       | Das ehemalige Herrenhaus wurde im 18. Jahrhundert im Stil des Spätbarock mit Anklängen des Klassizismus erbaut. Es handelt sich um einen eingeschossigen Putzbau mit Walmdach. Auf der Parkseite befindet sich eine 1863 hinzugefügte Freitreppe. Zwischen 1991 und 1993 wurde das Schloss saniert, inzwischen steht es leer. |      |
| Schloss Golßen                 | Golßen Lage              | Schloss       | Das ehemalige Herrenhaus, auch Schloss genannt wurde um 1720 erbaut. Es ist ein langgestreckter Putzbau mit einem Walmdach. Im Jahre 1845 wurden die vierachsigen Seitenflügel mit einem Flachdach angefügt. Die Fassade ist klassizistisch überform, die drei mittleren Achsen bilden ein Risalit. Die zwei Geschosse sind durch ein breites Gesimsband getrennt. Zum Schloss gehört ein Park, im Park befindet sich das Grabmal von Amalie Sophie Henriette Gräfin Fontana, geborene von Redern. |      |
| Schloss Groß Leuthen           | Groß Leuthen Lage        | Schloss       | |      |
| Schloss Königs Wusterhausen    | Königs Wusterhausen Lage | Schloss       | |      |
| Schloss Lieberose              | Lieberose Lage           | Schloss       | Bereits 1301 wurde an Stelle des heutigen Schlosses eine Wasserburg erwähnt. Zum Anfang des 16. Jahrhunderts wurde die Wasserburg zu einer Dreiflügelanlage ausgebaut, Bauherren war die Familie von der Schulenburg. Es ist ein schlichter, dreigeschossiger Barockbau. Die Parkfassade ist geprägt von dreiachsigen Seitenrisaliten und einen fünfachsigen Mittelrisalit. Auf der Hofseite befindet sich ein Taubenturm, das war wohl mal das Treppenhaus des Schlosses. Im Inneren befindet sich trotz vielfachen Veränderungen Dekore und Stuckdecken aus dem 17. und 18. Jahrhundert. Das Schloss kann zu bestimmten Terminen besichtigt werden. |      |
| Schloss Lübben                 | Lübben Lage              | Schloss       | |      |
| Schloss Neuhaus                | Lübben Lage              | Schloss       | |      |
| Wasserschloss Fürstlich Drehna | Fürstlich Drehna Lage    | Wasserschloss | Das ehemalige Wasserschloss wurde das erste Mal 1301 erwähnt. Anfang des 16. Jahrhunderts wurde das Schloss aus mehreren Bauen zu einem Baukörper zusammengefasst. Die heutige Vierflügelanlage entstand ab 1560. Im Dreißigjährigen Krieg wurde das Schloss schwer beschädigt, danach aber allmählich wieder aufgebaut. Von 1994 bis 2007 wurde das Schloss renoviert und zu einem Hotel umgebaut. Im Inneren sind die Gewölbe im Erdgeschoss noch in wesentlichen Teilen erhalten. Zum Schloss gehört ein Schlosspark, dieser wurde ab 1807 angelegt und ab 1877 wesentlich erweitert.                                                              |      |
| Schloss Teupitz                | Teupitz Lage             | Schloss       | |      |
| Lustschloss Zeesen             | Zeesen                   | Lustschloss   | Das ehemalige als erstes Maison de plaisance (Lustschloss) in Brandenburg von 1688 bis 1690 erbaut. Die Pläne für das Schloss kamen von Johann Arnold Nering, der Bauherr war Eberhard von Danckelman. Von 1934 bis 1947 wurde das Haus von Gustaf Gründgens und Marianne Hoppe als Sommerhaus genutzt. Ab 1962 wurde das Gebäude als Kinderheim genutzt. Seit 1999 steht das Gebäude leer und verfällt. |      |

## Landkreis Elbe-Elster
| Name                   | Ort / Lage              | Typ | Bemerkungen | Bild |
| ---------------------- | ----------------------- | --- | --- | ---- |
| Schloss Ahlsdorf       | Ahlsdorf                | | |      |
| Burg Liebenwerda       | Bad Liebenwerda Lage    | Schlossruine | Zum Ende des 12. Jahrhunderts wurde auf der Elsterinsel eine Burg angelegt. Diese wurde von 1568 bis 1579 zu einem Renaissanceschloss umgebaut. Nach wiederholten Bränden wurde das Schloss größtenteils abgetragen. Übrig blieb der Bergfried, der Lubwartturm. Auf einen quadratischen Backsteinturm befindet sich ein zylinderförmiger Aufbau. Zum Schloss gehört der Wohnbau Burgplatz 2, hier befindet sich heute das Kreismuseum. |      |
| Schloss Doberlug       | Doberlug-Kirchhain Lage | Schloss | |      |
| Schloss Elsterwerda    | Elsterwerda Lage        | Schloss | |      |
| Schloss Stechau        | Fichtwald Lage          | Schloss | Das Schloss geht auf einen Bau aus dem Jahr 1757 der Familie von Birkholtz zurück. Im Jahre 1914 wurde der Bau umgebaut und 1994 saniert. Es ist eine dreiflügelige Anlage mit einem Mansardwalmdach. |      |
| Schloss Finsterwalde   | Finsterwalde Lage       | Schloss | |      |
| Schloss Grochwitz      | Herzberg (Elster) Lage  | Schloss | |      |
| Schloss Lebusa         | Lebusa Lage             | Schloss | Das ehemalige Herrenhaus wurde bis 1856 errichtet. Davor stand hier eine Wasserburg. Es ist eine vierflügelige, zweigeschossige Anlage mit Ecktürmen. Südlich des Herrenhauses befinden sich Wirtschaftsgebäude. Zum Park gehört ein Park mit einem Teich. |      |
| Schloss Martinskirchen | Martinskirchen          | | |      |
| Schloss Mühlberg       | Mühlberg/Elbe           | | |      |
| Burg Saathain          | Saathain                | | zerstört |      |
| Schloss Saathain       | Saathain                | | zerstört |      |
| Schloss Sallgast       | Sallgast                | Die Vierflügelanlage von Schloss Sallgast wurde in der Renaissance als Wasserschloss errichtet, zeigt aber auch einen spätgotischen Giebel und hat vermutlich noch weiter zurück reichende Wurzeln. Die vielen Besitzer der vergangenen Jahrhunderte hinterließen ihre Spuren in dem alten Gemäuer, das heute ein Mietrestaurant und Gästeappartements beherbergt. Schloss Sallgast beherbergt Sitzungszimmer, ein Mietrestaurant und Gästeappartements. Zum Schloss gehört eine großzügig Parkanlage. | |      |
| Schloss Schlieben      | Schlieben               | | zerstört |      |
| Burg Schöna            | Schöna-Kolpien          | | zerstört |      |
| Schloss Sonnewalde     | Sonnewalde              | | |      |
| Burg Wahrenbrück       | Uebigau-Wahrenbrück     | | zerstört |      |
| Schloss Neudeck        | Uebigau-Wahrenbrück     | | |      |
| Schloss Uebigau        | Uebigau-Wahrenbrück     | | |      |
| Schloss Würdenhain     | Würdenhain              | | zerstört |      |

## Landkreis Havelland
| Name               | Ort / Lage        | Typ                     | Bemerkungen | Bild |
| ------------------ | ----------------- | ----------------------- | --- | ---- |
| Burg Friesack      | Friesack Lage     | Burg                    | zerstört |      |
| Schloss Vietznitz  | Friesack          | Schloss                 | |      |
| Schloss Paretz     | Ketzin/Havel Lage | Schloss                 | |      |
| Gutshaus Möthlitz  | Möthlitz Lage     | Gutshaus                | |      |
| Schloss Nennhausen | Nennhausen        | Gutshaus                | saniert |      |
| Schloss Ribbeck    | Ribbeck Lage      | schlossartiges Gutshaus | Das Gutshaus oder Schloss wurde 1893 im neubarocken Stil erbaut. Der Bauherr war Hans Georg Hennig von Ribbeck. Heute befindet sich hier ein Museum für Theodor Fontane und weitere Einrichtungen wie ein Standesamt, ein Restaurant und Räume für Ausstellungen. |      |
| Gutshaus Stölln    | Gollenberg Lage   | Gutshaus                | in Teilen erhalten |      |
| Schloss Pessin     | Pessin Lage       | Schloss                 | Herrenhaus errichtet von Carl Herrmann Friedrich von Bredow (1795–1864) |      |
| Burg Pessin        | Pessin            | Burg                    | Stammsitz der Familie von Knoblauch |      |
| Schloss Wagenitz   | Wagenitz          | Schloss                 | zerstört, Parkanlage erhalten |      |
| Schloss Landin     | Landin            | Schloss                 | zerstört |      |
| Schloss Kotzen     | Kotzen            | Schloss                 | zerstört |      |
| Gutshaus Kriele    | Kriele            | Gutshaus                | |      |
| Schloss Senzke     | Senzke            | Schloss                 | |      |
| Schloss Liepe      | Liepe             | Gutshaus                | |      |
| Schloss Görne      | Görne             | Schloss                 | |      |
| Schloss Kleßen     | Kleßen            | Schloss                 | |      |
| Schloss Stechow    | Stechow           | Gutshaus                | |      |
| Gutshaus Buschow   | Buschow           | Gutshaus                | 1960 abgebrochen |      |
| Schloss Buschow    | Buschow           | Schloss                 | |      |

## Landkreis Märkisch-Oderland
| Name                  | Ort / Lage                  | Typ        | Bemerkungen | Bild |
| --------------------- | --------------------------- | ---------- | --- | ---- |
| Herrenhaus Altranft   | Altranft Lage               | Herrenhaus | Das Herrenhaus wird auch als Schloss Altranft bezeichnet. Erbaut wurde das Gebäude zu Beginn des 16. Jahrhunderts. Seine heutige Gestalt erhielt das Gebäude im Jahre 1670. Heute ist das Schloss Teil des Freilichtmuseums Altranft. |      |
| Schloss Freienwalde   | Bad Freienwalde (Oder) Lage | Schloss    | |      |
| Schloss Gusow         | Gusow-Platkow Lage          | Schloss    | |      |
| Schloss Jahnsfelde    | Müncheberg Lage             | Schloss    | |      |
| Schloss Trebnitz      | Müncheberg Lage             | Schloss    | |      |
| Schloss Neuhardenberg | Neuhardenberg Lage          | Schloss    | |      |
| Schloss Prötzel       | Prötzel Lage                | Schloss    | |      |
| Schloss Reichenow     | Reichenow-Möglin Lage       | Schloss    | |      |
| Schloss Wulkow        | Wulkow Lage                 | Schloss    | |      |

## Landkreis Oberhavel
| Name                       | Ort / Lage             | Typ         | Bemerkungen | Bild |
| -------------------------- | ---------------------- | ----------- | --- | ---- |
| Herrenhaus Dannenwalde     | Dannenwalde Lage       | Herrenhaus  | |      |
| Schloss Dahmshöhe          | Fürstenberg/Havel Lage | Schloss     | |      |
| Schloss Fürstenberg        | Fürstenberg/Havel Lage | Schloss     | |      |
| Alte Burg                  | Fürstenberg/Havel Lage | Schloss     | Die Alte Burg wurde das erst Mal im Jahre 1333 erwähnt. Im 16. Jahrhundert wurde das Gebäude zu einer Vierflügelanlage ausgebaut. Im 19. Jahrhundert wurde die Burg stark verändert. Das Gebäude hat zwei Geschosse und drei Flügel. |      |
| Schloss Tornow             | Fürstenberg/Havel      | Schloss     | |      |
| Schloss Meseberg           | Gransee Lage           | Schloss     | |      |
| Schloss Rauschendorf       | Gransee                | Schloss     | |      |
| Schloss Zernikow           | Großwoltersdorf        | Schloss     | |      |
| Burg Hennigsdorf           | Hennigsdorf            | Burg        | |      |
| Burg Groß Ziethen          | Kremmen                | Burg        | zerstört |      |
| Schloss Groß Ziethen       | Kremmen                | Schloss     | |      |
| Schloss Kremmen            | Kremmen                | Schloss     | zerstört |      |
| Burg Löwenberg             | Löwenberger Land       | Burg        | |      |
| Burg Schrabsdorf           | Löwenberger Land       | Burg        | |      |
| Burgwall Liebenberg        | Löwenberger Land       | Burgwall    | |      |
| Schloss Hoppenrade         | Löwenberger Land       | Schloss     | |      |
| Schloss Liebenberg         | Löwenberger Land       | Schloss     | |      |
| Burg Vehlefanz             | Oberkrämer             | Burg        | |      |
| Schloss Sommerswalde       | Oberkrämer             | Schloss     | |      |
| Schloss Schwante           | Oberkrämer Lage        | Schloss     | |      |
| Burg Sachsenhausen         | Oranienburg            | Burg        | zerstört |      |
| Lustschloss Friedrichsthal | Oranienburg Lage       | Lustschloss | zerstört |      |
| Schloss Oranienburg        | Oranienburg            | Schloss     | |      |
| Burg Zabelsdorf            | Zabelsdorf             | Burg        | zerstört |      |
| Schloss Badingen           | Zehdenick              | Schloss     | im Ortsteil Badingen gelegen, errichtet im 13. Jahrhundert, im 16. Jahrhundert zum Festen Haus ausgebaut, eines der ältesten Renaissanceschlösser Brandenburgs, heute stark verändert                                                |      |
| Zehdenick (Schlösschen)    | Zehdenick              | Schloss     | |      |

## Landkreis Oberspreewald-Lausitz
| Name                   | Ort / Lage                  | Typ                 | Bemerkungen | Bild                               |
| ---------------------- | --------------------------- | ------------------- | --- | ---------------------------------- |
| Schloss Altdöbern      | Altdöbern Lage              | Schloss             | |                                    |
| Burg Gliechow          | Calau                       | Burg                | |                                    |
| Schloss Zinnitz        | Calau Lage                  | Schloss             | |                                    |
| Schloss Großkmehlen    | Großkmehlen Lage            | Schloss             | |                                    |
| Schloss Guteborn       | Guteborn Lage               | Schloss             | zerstört (1948) | ehemalige Schlosskapelle anno 2017 |
| Schloss Hohenbocka     | Hohenbocka Lage             | Schloss             | Das „Schloss“ wurde 1897/1898 nach einem Märchenbild durch die Familie von Götz erbaut. Es ersetzte das ursprüngliche Herrenhaus, das 1902 abgerissen wurde. Zur Schlossanlage gehören mehrere Gebäude und eine Parkanlage. |                                    |
| Schloss Lindenau       | Lindenau (Oberlausitz) Lage | Schloss             | Um 1200 Turmhügelburg, mehrfach umgebaut, zuletzt Renaissanceschloss, Sanierungsmaßnahmen 2016/2017 |                                    |
| Schloss Lipsa          | Lipsa Lage                  | Schloss             | Erstmals erwähnt 1680. Wolf Heinrich von Baudissin ließ das Schloss in seiner heutigen Form von 1718 bis 1720 erbauen. Sanierung 1993/1994 |                                    |
| Schloss Lübbenau       | Lübbenau/Spreewald Lage     | Schloss             | Das Schloss entstand aus einer Wasserburg und wurde zwischen 1817 und 1820 im klassizistischen Stil umgebaut. Der Anbau der Türme an der Rückseite erfolgte 1839. Heute wird das Gebäude als Hotel genutzt. |                                    |
| Gutshaus Geisendorf    | Neupetershain Lage          | Gutshaus Geisendorf | |                                    |
| Gutshaus Ruhland       | Ruhland Lage                | Gutshaus            | Das Gebäude wurde zwischen 1730 und 1750 errichtet und diente als Amtshaus und zeitweise lokaler Sitz der Ruhlander Standesherrschaften. Das Gutshaus ist ein langgestreckter Bau mit L-förmigem Grundriss, massivem Erdgeschoss, Fachwerk im Obergeschoss, Krüppelwalmdach und mit Kreuzgewölbe im Ostflügel und wird landläufig Gutshof genannt. |                                    |
| Schloss Ruhland        | Ruhland Lage                | Schloss             | Ursprünglich befand sich hier eine Wasserburg, zum Wasserschloss ausgebaut und im 30-jährigen Krieg zerstört. |                                    |
| Festung Senftenberg    | Senftenberg Lage            | Schloss             | Ursprünglich befand sich hier eine Wasserburg. Von 1544 bis 1548 wurde die Wasserburg zu einer Festung ausgebaut. Seit 1933 befindet sich hier das Kreismuseum. |                                    |
| Slawenburg Raddusch    | Vetschau/Spreewald Lage     | Burg                | Rekonstruktion |                                    |
| Wasserschloss Vetschau | Vetschau/Spreewald Lage     | Schloss             | |                                    |

## Landkreis Oder-Spree
| Name                         | Ort / Lage               | Typ             | Bemerkungen | Bild |
| ---------------------------- | ------------------------ | --------------- | --- | ---- |
| Burg Beeskow                 | Beeskow Lage             | Burg            | Die erstmals 1272 urkundlich erwähnte Burg ist eine Wasserburg in der Kreisstadt Beeskow. Erbaut wurde sie vom Adelsgeschlecht von Strele. Seit 1991 wird die Burg als Kultur- und Bildungszentrum genutzt und beinhaltet ein Heimatmuseum, das Kunstarchiv Beeskow sowie das Musik-Museum Beeskow. |      |
| Burg Friedland               | Friedland Lage           | Burg            | Die Burg mit Zwinger befindet sich in der Kleinstadt Friedland (Niederlausitz) und zählt zu den am besten erhaltenen Burgen Brandenburgs. Die erste urkundliche Erwähnung stammt aus dem Jahr 1336. als Besitz derer von Strele.                                                                    |      |
| Bischofsschloss Fürstenwalde | Fürstenwalde Lage        | Bischofsschloss | |      |
| Jagdschloss Fürstenwalde     | Fürstenwalde Lage        | Jagdschloss     | Das Jagdschloss wurde außerhalb der Stadtmauern von 1699 bis 1700 erbaut, der Entwurf kam von M. Grünberg. Im Jahre 1750 wurde es zu einem magazin umgebaut. Es ist ein vorne zweigeschossiger, hinten dreigeschossiger Bau mit einem Walmdach. Das Gebäude zerfällt.                               |      |
| Schloss Kossenblatt          | Kossenblatt Lage         | Schloss         | |      |
| Schloss Lindenberg           | Lindenberg (Tauche) Lage | Schloss         | |      |
| Schloss Alt Madlitz          | Madlitz-Wilmersdorf Lage | Schloss         | |      |
| Schloss Groß Rietz           | Rietz-Neuendorf Lage     | Schloss         | |      |
| Schloss Schöneiche           | Schöneiche bei Berlin    | Schloss         | nach 1945 abgetragen |      |
| Herrenhaus Heinersdorf       | Steinhöfel Lage          | Herrenhaus      | |      |
| Schloss Steinhöfel           | Steinhöfel Lage          | Schloss         | |      |
| Burg Storkow                 | Storkow (Mark) Lage      | Burg            | |      |

## Landkreis Ostprignitz-Ruppin
| Name                                   | Ort / Lage                       | Typ                   | Bemerkungen | Bild |
| -------------------------------------- | -------------------------------- | --------------------- | --- | ---- |
| Burgwall Dabergotz                     | Dabergotz                        | Burgstall             | slawisches Mittelalter |      |
| Burgwall Altfriesack                   | Altfriesack (Fehrbellin) Lage    | Burgstall             | 9. bis frühes 13. Jhd. |      |
| Gutshaus Dechtow                       | Dechtow (Fehrbellin)             | Gutshaus              | erbaut 19. Jhd., mit gärtnerisch gestaltetem Umfeld |      |
| Gutshaus Königshorst                   | Königshorst (Fehrbellin)         | Gutshaus              | Gutsanlage |      |
| Burgwall von Linum                     | Linum (Fehrbellin)               | Burgstall             | slawisches und deutsches Mittelalter, bis 14. Jhd. |      |
| Gutshaus Protzen                       | Protzen (Fehrbellin)             | Gutshaus              | erbaut um 1755, seit 1999 mit Dorf-, Torf- und Schulmuseum |      |
| Herrenhaus Wall                        | Wall (Fehrbellin)                | Gutshaus              | erbaut 1828, erweitert 1904, Gutsanlage mit Gutspark |      |
| Altes Gutshaus Wustrau (Kavaliershaus) | Wustrau (Fehrbellin)             | Gutshaus              | erbaut 1690 |      |
| Zieten-Schloss Wustrau                 | Wustrau (Fehrbellin)             | Schloss               | erbaut 1747–1750, umgebaut im letzten Drittel des 19. Jhd., mit Landschaftspark |      |
| Gutshaus Grabow                        | Grabow (Heiligengrabe)           | Gutshaus              | erbaut 1912–1914, Gutsanlage mit Gutspark |      |
| Gutshaus Horst (bei Blumenthal)        | Horst (Heiligengrabe)            | Gutshaus              | erbaut Anfang des 18. Jhd., erweitert 1910, Gutsanlage mit Resten des 1860 als Landschaftspark angelegten Gutsparks |      |
| Schloss Horst (bei Blumenthal)         | Horst (Heiligengrabe)            | Schloss               | ehem. Herrenhaus, sog. Schloss (Ruine); zur repräsentativen Anlage ausgebaut um 1534 durch Bischof Georg v. Blumenthal zu Lebus, seit dem 19. Jhd. Ruine. Dehio Brandenburg, 2012, S. 492 |      |
| Gutshaus Königsberg                    | Königsberg (Heiligengrabe)       | Gutshaus              | erbaut 1735 |      |
| Schloss Maulbeerwalde                  | Maulbeerwalde (Heiligengrabe)    | Gutshaus              | Gutsanlage mit Gutspark |      |
| Rittergut Drewen                       | Drewen (Kyritz)                  | Gutshaus              | Gutshaus mit Erweiterung. Der alte Gutshausteil, ursprünglich von Klitzing`sches Gut, Erweiterung durch einen Anbau im Jahre 1857 nach Entwürfen von Martin Gropius. |      |
| Gutshaus Gantikow                      | Gantikow (Kyritz)                | Gutshaus              | Gutshaus mit Schmiede, Das Gutshaus beherbergte 1997 bis 2010 das Lügenmuseum. |      |
| Altes Gutshaus Ganz                    | Ganz (Kyritz)                    | Gutshaus              | erbaut 1697, Gutsanlage |      |
| Neues Schloss Ganz                     | Ganz (Kyritz)                    | Gutshaus              | erbaut ab 1911, mit Gutspark, Schloss Ganz ist bei Filmemachern u. a. wegen seiner historischen Inneneinrichtung bekannt, 2012–2016 wurden hier Szenen für mehrere Filme gedreht. |      |
| Schloss Karnzow                        | Karnzow (Kyritz)                 | Schloss               | barocke Dreiflügelanlage, umgebaut im 19. und 20. Jhd. |      |
| Burgwall Lellichow                     | Lellichow (Kyritz)               | Burgstall             | slawisches Mittelalter |      |
| Burgwall Kränzlin                      | Kränzlin (Märkisch Linden)       | Burgstall             | Burgwall slawisches Mittelalter |      |
| Schloss Kränzlin                       | Kränzlin (Märkisch Linden)       | Gutshaus              | erbaut 1818, klassizistisch überformt 1855/56, mit Resten des Gutsparks |      |
| Burg Ruppin                            | Alt Ruppin (Neuruppin) Lage      | Burgstall             | erbaut um 1200; im Dreißigjährigen Krieg, wahrscheinlich durch einen Brand, beschädigt, verfiel im Laufe der Zeit, seit 1788 als Steinbruch genutzt |      |
| Slawenburg Ruppin                      | Alt Ruppin (Neuruppin) Lage      | Burgstall             | Burgwall slawisches Mittelalter, erbaut etwa Ende 9. Jhd., zerstört oder aufgegeben wohl spätestens um 1150 im Zuge des Wendenkreuzzuges |      |
| Burgwall Bechlin                       | Bechlin (Neuruppin)              | Burgstall             | Burgwall slawisches Mittelalter |      |
| Gutshaus Binenwalde                    | Binenwalde (Neuruppin)           | Gutshaus              | erbaut spätestens 1754, nach einem Brand stark verändert wieder aufgebaut um die Wende vom 19. zum 20. Jahrhundert, saniert 2012–2013 |      |
| Gutshaus Buskow                        | Buskow (Neuruppin)               | Gutshaus              | erstmals schriftlich erwähnt 1706, umgebaut und erweitert 1800–1850, 1900–1930 und 1975, Gutsanlage |      |
| Gutshaus Gentzrode                     | Gentzrode (Neuruppin)            | Gutshaus              | erbaut 1876/77 im maurischen Stil für Alexander Gentz, Gutsanlage |      |
| Gutshaus Gnewikow                      | Gnewikow (Neuruppin)             | Gutshaus              | Das Gut gehörte seit dem Spätmittelalter der Familie von Woldeck und ging erst ab 1844 in den Besitz der bürgerlichen Familie Jacobs über. 1800 begann der Bau eines eingeschossigen Gutshauses, welches 1870 aufgestockt und mit spätklassizistischen Fassaden versehen wurde. mit Landschaftspark                                                                                            |      |
| Gutshaus Karwe                         | Karwe (Neuruppin)                | Gutshaus              | Gutsanlage, bestehend aus Grundmauern des Gutshauses, Wirtschaftshof und Gutspark (Landschaftspark) |      |
| Gutshaus Radensleben                   | Radensleben (Neuruppin)          | Gutshaus              | erbaut 1894–1896, Teile des Vorgängerbaus aus dem 17. Jahrhundert sind erhalten, mit Gutspark (Landschaftspark), Seniorenheim |      |
| Gutshaus Treskow                       | Treskow (Neuruppin)              | Gutshaus              | |      |
| Gutshaus Wulkow                        | Wulkow (Neuruppin)               | Gutshaus              | Gutsanlage |      |
| Gutshaus Babe                          | Babe (Neustadt (Dosse))          | Gutshaus              | mit Gutspark |      |
| Gutshaus Dreetz                        | Dreetz (Neustadt (Dosse))        | Gutshaus              | |      |
| Schloss Kampehl                        | Kampehl (Neustadt (Dosse))       | Gutshaus              | im Kern erbaut im 18. Jahrhundert, umgebaut im 19. Jahrhundert, mit Gutspark |      |
| Gutshaus I Lohm                        | Lohm (Zernitz-Lohm)              | Gutshaus              | |      |
| Gutshaus II Lohm                       | Lohm (Zernitz-Lohm)              | Gutshaus              | |      |
| Gutshaus Plänitz                       | Plänitz (Neustadt (Dosse))       | Gutshaus              | Gutsanlage mit Gutspark |      |
| Gutshaus Voigtsbrügge                  | Voigtsbrügge (Breddin)           | Gutshaus              | mit Gutspark |      |
| Gutshaus Köpernitz                     | Köpernitz (Rheinsberg)           | Gutshaus              | |      |
| Gutshaus Möckern                       | Linow (Rheinsberg)               | Gutshaus              | Gutsanlage |      |
| Schloss Rheinsberg                     | Rheinsberg Lage                  | Schloss               | erbaut 1566, umgebaut 1734–1740, 1736–1740 lebte hier Kronprinz Friedrich, der spätere König Friedrich II. von Preußen (Alter Fritz, Friedrich der Große). |      |
| Gutshaus Wittwien                      | Wittwien (Rheinsberg)            | Gutshaus              | Gutsanlage |      |
| Burgwall Netzeband                     | Netzeband (Temnitzquell)         | Burgstall             | slawisches Mittelalter, 8. – 10. Jhd. |      |
| Gutshaus Netzeband                     | Netzeband (Temnitzquell)         | Gutshaus              | mit Gutspark |      |
| Burg Garz                              | Garz (Temnitztal) Lage           | Gutshaus              | Gutshaus erbaut im 17./18. Jhd., ausgebaut im 19. Jhd., Gutsanlage mit mittelalterlichem Wohnturm und Gutspark |      |
| Gutshaus Vichel                        | Vichel (Temnitztal)              | Gutshaus              | erbaut um 1850, mit Gutspark |      |
| Burg Wildberg                          | Wildberg (Temnitztal) Lage       | Burgstall             | Burgwall slawisches und deutsches Mittelalter 10. – 13. Jhd. |      |
| Schloss Tetschendorf                   | Tetschendorf (Wittstock/Dosse)   | Gutshaus              | |      |
| Bischofsburg Wittstock                 | Wittstock/Dosse Lage             | Bischofsburg          | erbaut 1244, restauriert, rekonstruiert und umgestaltet 1995–1998 |      |
| Burg Goldbeck                          | Goldbeck (Wittstock/Dosse) Lage  | Burg                  | Bei der Burg handelt es sich um eine ehemalige Wasserburg, deren heute trockener Graben früher von der Dosse gespeist wurde. Die Anlage wurde im Laufe der Jahrhunderte immer wieder umgebaut und dabei dem jeweiligen Zeitgeschmack angepasst. |      |
| Daberburg                              | Alt Daber (Wittstock/Dosse) Lage | Burg                  | Im Zusammenhang mit den Auseinandersetzungen mit Mecklenburg erbaute die Stadt Wittstock zwischen 1438 und 1475 zur Sicherung des Übergangs über den Daber-Bach als Außenwerk die Daberburg. Die Burg bestand aus einem Turm und einer Zwingeranlage. Im Laufe der Zeit verfallen, wurde die Anlage zu Beginn des 19. Jahrhunderts entsprechend den damaligen Vorstellungen wiederhergestellt. |      |
| Schloss Fretzdorf                      | Fretzdorf (Wittstock/Dosse) Lage | Schloss               | Datierung 1704, Umbau 1835–1840 nach Plänen von Friedrich August Stüler, Umbau und Teilzerstörung 1936. Gestaltung des Parks von Peter Joseph Lenné 1835, Veränderung des Parks 1910 |      |
| Altes Schloss                          | Freyenstein (Wittstock/Dosse)    | Schloss               | Altes Schloss, auch Burg genannt, 1556 erbaut auf dem alten Burggelände, zuerst Sitz der Familie von Rohr dann derer von Winterfeld |      |
| Neues Schloss                          | Freyenstein (Wittstock/Dosse)    | Schloss               | Neues Schloss, erbaut um 1650, Sitz der Familie v. Winterfeldt |      |
| Schloss Bantikow                       | Bantikow (Wusterhausen/Dosse)    | Gutshaus              | erbaut 1905 bis 1906 |      |
| Gutshaus Barsikow                      | Barsikow (Wusterhausen/Dosse)    | Gutshaus              | Eingang des Gutshauses mit Torpfeiler und Gutsmauer |      |
| Gutshaus Blankenberg                   | Blankenberg (Wusterhausen/Dosse) | Gutshaus              | mit Gutspark | \|   |
| Rittergut Brunn                        | Brunn (Wusterhausen/Dosse)       | Gutshaus              | Gutspark |      |
| Gutshaus Ganzer                        | Ganzer (Wusterhausen/Dosse)      | Gutshaus              | |      |
| Gutshaus Lögow                         | Lögow (Wusterhausen/Dosse)       | Gutshaus              | Datierung 1811, Umbau nach 1945 |      |
| Schloss Metzelthin                     | Metzelthin (Wusterhausen/Dosse)  | Gutshaus              | Das ehemalige Gutshaus stammt aus dem Jahre 1793 und wurde von der Familie von Krosigk im Stil der Gilly-Schule als klassizistischer Bau errichtet. mit Gutspark |      |
| Gutshaus Nackel                        | Nackel (Wusterhausen/Dosse)      | Gutshaus              | Entwurf Richard Bielenberg und Josef Moser, Bau 1906–1907, Restaurierung 1999–2002, mit Gutspark |      |
| Gutshaus Tornow                        | Tornow (Wusterhausen/Dosse)      | Gutshaus              | Gutsanlage |      |
| Schloss Wulkow                         | Wulkow (Wusterhausen/Dosse)      | Gutshaus mit Gutspark | erbaut um 1850 |      |
| Burgwall Wusterhausen/Dosse            | Wusterhausen/Dosse               | Burgstall             | Burgwall slawisches und deutsches Mittelalter |      |

## Landkreis Potsdam-Mittelmark
| Name                      | Ort / Lage              | Typ                   | Bemerkungen | Bild |
| ------------------------- | ----------------------- | --------------------- | --- | ---- |
| Burg Eisenhardt           | Bad Belzig Lage         | Burg                  | |      |
| Herrenhaus Fredersdorf    | Bad Belzig              | Herrenhaus            | |      |
| Gutshaus Bagow            | Bagow Lage              | Gutshaus              | |      |
| Gutshaus Dahlen           | Gräben                  |                       | |      |
| Rittergut Struvenberg     | Gräben                  |                       | |      |
| Gutshaus Groß Kreutz      | Groß Kreutz Lage        | Gutshaus              | Das ehemalige Herrenhaus wurde von 1765 bis 1767 für Bodo von Hake erbaut. Es ist ein eingeschossiger Putzbau mit elf Achsen, das Dach isst ein Mansardwalmdach. Die drei mittleren Achsen treten auf der Vorder- und Rückseite halbrundförmig hervor. Auf der Vorderseite befindet sich hier der Eingang, vor dem Eingang ist ein zweiseitige Freitreppe. Die beiden äußeren Achsen betönen als Risalit die Fassade. Der Park beim Herrenhaus wurde in der zweiten Hälfte des 18. Jahrhunderts angelegt. |      |
| Schloss Güterfelde        | Güterfelde Lage         | Schloss               | |      |
| Gutshof Glien             | Hagelberg               | Gutshof               | |      |
| Gutshaus Ketzür           | Ketzür Lage             |                       | |      |
| Hakeburg                  | Kleinmachnow Lage       | Herrenhaus            | |      |
| Burgwall Reckahn          | Kloster Lehnin Lage     | Burgwall              | |      |
| Schloss Reckahn           | Kloster Lehnin Lage     | Schloss               | |      |
| Altes Gutshaus Reckahn    | Kloster Lehnin          | Gutshaus              | |      |
| Gutshaus Mötzow           | Mötzow Lage             | Gutshaus              | |      |
| Haus Friedrichshuld       | Philippsthal            | Haus                  | |      |
| Burg Pritzerbe            | Pritzerbe Lage          | Burg                  | |      |
| Burg Rabenstein           | Rabenstein/Fläming Lage | Burg                  | |      |
| Burgwall Riewend          | Riewend                 | Burg                  | |      |
| Gutshaus Rogäsen          | Rogäsen                 | Gutshaus              | |      |
| Gutshaus Roskow           | Roskow                  | Gutshaus              | |      |
| Schloss Caputh            | Schwielowsee            | Schloss               | |      |
| Schloss Petzow            | Schwielowsee            | Schloss               | |      |
| Burgwall Körzin           | Stücken                 | Burgwall              | |      |
| Gutshaus Warchau          | Warchau                 | Gutshaus              | |      |
| Burg Zolchow              | Werder (Havel)          | Burg                  | |      |
| Schloss Plessow           | Werder (Havel)          | Herrenhaus            | |      |
| Jagdschloss Reetzerhütten | Wiesenburg              | Jagdschloss           | |      |
| Gutshaus Schmerwitz       | Wiesenburg              | Guts- oder Herrenhaus | |      |
| Schloss Wiesenburg        | Wiesenburg Lage         | Schloss               | |      |
| Burg Ziesar               | Ziesar Lage             | Burg                  | |      |

## Landkreis Prignitz
| Name                 | Ort / Lage       | Typ        | Bemerkungen | Bild |
| -------------------- | ---------------- | ---------- | --- | ---- |
| Schloss Neuhausen    | Berge Lage       | Schloss    | |      |
| Schloss Wolfshagen   | Groß Pankow Lage | Schloss    | |      |
| Schloss Demerthin    | Gumtow Lage      | Schloss    | |      |
| Plattenburg          | Plattenburg Lage | Burg       | |      |
| Gänseburg            | Putlitz Lage     | Burg       | Die ehemalige Burg wurde im 14. oder 15. Jahrhundert erbaut und im Jahr 1806 abgetragen. Die Umfangsmauern blieben dabei erhalten. Heute steht von der Burg nur der zu Beginn des 20. Jahrhunderts zum Aussichtsturm umgebaute Bergfried. |      |
| Philippshof          | Putlitz Lage     | Rittergut  | |      |
| Burghofer Herrenhaus | Putlitz Lage     | Herrenhaus | |      |
| Schloss Rühstädt     | Rühstädt Lage    | Herrenhaus | |      |

## Landkreis Spree-Neiße
| Name                     | Ort / Lage                                          | Typ     | Bemerkungen | Bild |
| ------------------------ | --------------------------------------------------- | ------- | --- | ---- |
| Schloss Drebkau          | Drebkau Lage                                        | Schloss | Ende des 17. Jahrhunderts als Herrenhaus des Rittergutes Drebkau erbaut, Anbau eines Wohnhauses ca. 1850. Wurde ab 2000 saniert.                                                                         |      |
| Schloss Groß Schacksdorf | Groß Schacksdorf-Simmersdorf- Groß Schacksdorf Lage | Schloss | erhalten |      |
| Festung Peitz            | Peitz Lage                                          | Festung | Die Festung wurde von 1559 bis 1562 erbaut. 1767 wurde die Festung abgerissen, der Festungsturm blieb aber stehen.                                                                                       |      |
| Schloss Lieskau          | Spremberg-Lieskau (Lěsk) Lage                       | Schloss | Das Schloss wurde um 1900 in seine heutige Form als Herrenhaus des ehemaligen Rittergutes gebracht. Es ist im Privatbesitz und wird zu Wohnzwecken genutzt.                                              |      |
| Schloss Neuhausen        | Neuhausen/Spree Lage                                | Schloss | |      |
| Schloss Raakow           | Drebkau-Raakow Lage                                 | Schloss | Im 18. Jahrhundert errichtet und später umgestaltet. Wurde ab 2008 saniert und am 1. Oktober 2009 durch einen Brand zerstört. 2013 erfolgte der Abriss, lediglich der Nordflügel ist als Ruine erhalten. |      |
| Schloss Spremberg        | Spremberg Lage                                      | Schloss | Das Schloss geht auf eine Wasserburg aus dem 12. Jahrhundert zurück. Im Barock wurde die Burg zu einem Schloss umgebaut. Heute befindet sich hier das Niederlausitzer Heimatmuseum.                      |      |

## Landkreis Teltow-Fläming
| Name                | Ort / Lage            | Typ                 | Bemerkungen | Bild |
| ------------------- | --------------------- | ------------------- | --- | ---- |
| Schloss Baruth      | Baruth/Mark Lage      | Schloss             | |      |
| Schloss Dahme       | Dahme/Mark Lage       | Schlossruine        | Die ehemalige Barockanlage wurde von 1713 bis 1714 erbaut, dabei wurden ältere Gebäudeteile verwendet. Das Gebäude wurde unterschiedlich genutzt, von 1878 bis 1880 wurde es als Schule umgebaut. Ab dem Jahre 1956 wurden zur Renovierungsarbeiten die Dächer abgenommen, ab 1958 wurde die Renovierung gestoppt. Ab dem Stopp setzte ver Verfall ein, der ab 1999 bis 2005 mit Sicherungsmaßnahmen gestoppt wurde. Es ist ein dreieinhalbgeschossiger Hauptgebäude mit im stumpfen Winkel angesetzten Seitenflügel. |      |
| Schloss Diedersdorf | Großbeeren Lage       | Schloss             | Das heutige Schloss wurde auf gewölbten Kellern eines Vorgängerbaues errichtet. Die Bauzeit war von 1798 bis 1800. In der Mitte des 19. Jahrhunderts wurde das Gebäude umgebaut, von 1990 bis 1999 wurde es renoviert. Heute befindet sich hier ein Hotel und ein Veranstaltungsort. Das Gebäude ist ein zweigeschossiges Haus mit einem Krüppelwalmdach. Östlich vom Herrenhaus befindet sich ein Wirtschaftshof und ein Taubenturm.                                                                                 |      |
| Burg Jüterbog       | Jüterbog Lage         | Burg                | Die Burg befand sich an der Stelle, an der sich heute der Schlosspark befindet. Von der Burg sind keine Überreste vorhanden. |      |
| Schloss Beuthen     | Kleinbeuthen Lage     | Schloss             | Von dem ehemaligen Schloss ist nur noch ein Burgstall übrig. |      |
| Schloss Genshagen   | Ludwigsfelde Lage     | Schloss             | |      |
| Burg Bärwalde       | Niederer Fläming Lage | Burgruine           | Die Burg wurde wohl Ende des 13. Jahrhunderts errichtet. Von der Burg ist nur der quadratische Turm übrig. Der Turm hat einen quadratischen Grundriss und wurde aus Raseneisenstein erbaut. Nordwestlich des Turmes befindet sich noch Reste von Kellern. |      |
| Schloss Wiepersdorf | Niederer Fläming Lage | Schloss             | |      |
| Schloss Stülpe      | Nuthe-Urstromtal Lage | Schloss             | |      |
| Schloss Blankensee  | Trebbin Lage          | Schloss             | |      |
| Burg Trebbin        | Trebbin Lage          | Motte oder Turmburg | Burg in Ortslage aus dem Anfang des 13. Jh., 1762 abgerissen, Burghügel mit Kellerresten erhalten, Bodendenkmal |      |

## Landkreis Uckermark
| Name                                      | Ort / Lage                              | Typ                     | Bemerkungen | Bild |
| ----------------------------------------- | --------------------------------------- | ----------------------- | --- | ---- |
| Burg Greiffenberg                         | Angermünde, Ortsteil Greiffenberg Lage  | Burgruine               | |      |
| Burg Stolpe                               | Stolpe Lage                             | Burg                    | Der Turm wird im Volksmund „Grützpott“ genannt. Mit dem Bau des Turmes wurde um 1200 begonnen, aber wahrscheinlich im ersten Viertel des 13. Jahrhunderts unvollendet belassen. Der Turm hat eine Höhe von etwa 10 Meter und einen Durchmesser von etwa 18 Meter. Heute ist der Turm ein Aussichtsturm. |      |
| Schloss Boitzenburg                       | Boitzenburger Land Lage                 | Schloss                 | |      |
| Burg Gerswalde                            | Gerswalde Lage                          | Burg                    | |      |
| Turmhügel von Götschendorf                | Götschendorf Lage                       | Burg                    | 2008 ergrabene Burgruine einer Sumpf- oder Wasserburg am Ufer des Kölpinsee |      |
| Schloss Schwedt                           | Schwedt Lage                            | Schloss                 | Das Schloss wurde im Zweiten Weltkrieg schwer beschädigt, die Ruinen wurde 1962 gesprengt. |      |
| Burg Blankenburg                          | Uckerland Lage                          | Burg                    | |      |
| Vorwerk Neukünkendorf (Gutshof Lindenhof) | Angermünde, Ortsteil Neukünkendorf Lage | abgegangener Herrensitz | Entstand 1622 aus von der Stadt Angermünde angelegtem Rittervorwerk, 1864 an Wilhelm Siemssen verkauft. Um 1870 als stattliches (Turmvilla im Stil der Neorenaissance) Gutshaus (auch Schloss genannt) errichtet. Der letzte Gutsbesitzer übersiedelte noch vor Kriegsende nach Südafrika. Das Gutshaus wurde nach 1945 von Flüchtlingsfamilien bewohnt und um 1955 abgerissen. Einstiger Gutshof in Konturen erhalten; teils noch vorhandene Wirtschaftsgebäude überformt. |      |
| Schloss Wolfshagen (Uckermark)            | Uckerland Lage                          | Schloss                 | |      |
| Burg Zichow                               | Zichow Lage                             | Burg                    | |      |